# Kazuo Mutō
Kazuo Mutō (jap. 武藤一雄; * 1913 in Nagasaki; † 27. Juni 1995 in Kyoto) war ein japanischer reformierter Theologe und Philosoph.
Mutō gehörte als Christ der Kyōto-Schule an und trug wesentlich zur Verständigung zwischen westlicher und japanischer Philosophie bei.

## Leben
Muto Kazuo wurde 1913 in Nagasaki als zweites von drei Kindern einer japanischen, christlichen Familie geboren. Schon sein Großvater war zum Christentum konvertiert. 1918 zog seine Familie nach Kobe, wo sie sich der niederländisch-reformierten Gemeinde Shinko Kyokai anschloss. Der Calvinismus beeinflusste Muto sein Leben lang, doch als junger Erwachsener versuchte er, sich von dessen starren Strukturen zu lösen.
Ab 1931 besuchte er die Vierte Oberschule in Kanazawa, wo er sich mit der Theologie Karl Barths und Søren Kierkegaards und heimlich mit den damals verbotenen Werken von Karl Marx und Friedrich Engels beschäftigte. 1934 begann Muto auf Anraten seines Vaters ein Studium der Politikwissenschaft an der Kaiserlichen Universität Tokio (heute Universität Tokio). Dort beeinflusste der liberale Professor Shigeru Nanbara seine politische Haltung. Nanbara stand für eine scharfe Kritik am japanischen Nationalismus der Zeit. 1937 schloss er sein Studium ab und begann ein Jahr später ein Philosophiestudium an der Kaiserlichen Universität Kyoto (heute Universität Kyōto), wo er unter Hajime Tanabe studierte. In den folgenden Jahren arbeitete er zuerst im Bildungsministerium und dann als Lehrer an Schulen in Matsumoto und Kyoto.
1950 wurde Muto Juniorprofessor an der Universität Kyōto. Sieben Jahre später erhielt er eine Juniorprofessur für den Lehrstuhl für Christian Studies an der Faculty of Letters der Universität Kyōto. 1962 wurde er zum ordentlichen Professor für Christian Studies ernannt. Er machte 1964/65 ein Sabbatjahr in Heidelberg. Muto wurde 1977 von der Universität Kyōto emeritiert. Er lehrte anschließend bis 1982 Religionsphilosophie an der Kwansei-Gakuin-Universität in Nishinomiya und dann bis 1989 Christliche Studien an der Ryūkoku-Universität in Kyoto und hielt 1980/81 und 1986 Vorlesungen an der Ōtani-Universität.
Er wohnte in der Nähe der Universität Kyōto, und sein Haus war ein Treffpunkt für Studenten und Professoren verschiedener Religionen, Glaubensrichtungen und Disziplinen.
Gemeinsam mit Kazoh Kitamori und Yasushi Kuyama gründete er die Christian Academic Fraternity (Kirisuto-kyō Gakuto Kyōdai-dan), die sich mit der Rolle des Christentums für die Neuorientierung und Entwicklung des Nachkriegsjapans beschäftigte. Sie organisierten Symposien sowie öffentliche Lesungen und Seminare. Ihr theologisches Profil entwickelten sie im Gegensatz zum vorherrschenden Barthianismus.
Kazuo Muto starb am 27. Juni 1995. Seine Bescheidenheit und sein Sinn für Humor wurden von seinen Kollegen und Studenten geschätzt. Sein Leben und sein Sterben waren von einer tiefen Frömmigkeit und ökumenischen Haltung geprägt, die sich in seiner Offenheit gegenüber verschiedenen Glaubensrichtungen widerspiegelte.

## Denken
Muto hatte eine einzigartige Stellung. Er war Japaner und Mitglied der besonders buddhistisch geprägten Kyōto-Schule. Als Philosoph beschäftigte er sich mit westlichem Denken. Aber er war eben auch gläubiger Christ. Er versuchte, zwischen diesen unterschiedlichen Positionen zu vermitteln – zwischen Buddhismus und Christentum, zwischen Ost und West, zwischen Kyōto-Schule und Theologie. Dies war nicht immer leicht. Gerade in seiner Zeit am Lehrstuhl für Christian Studies stand er zwischen den Fronten und musste seine Position verteidigen: Einerseits musste er sich gegenüber den Philosophen der Kyōto-Schule behaupten, die dem Christentum kritisch gegenüberstanden. Andererseits gegenüber den Theologen der nahegelegenen Doshisha-Universität. Diese waren Anhänger Barths und der Dialektischen Theologie und standen dem Lehrstuhl an der Universität Kyōto kritisch gegenüber. Sie hatten gehofft, die Theologie von der Religionsphilosophie befreit zu haben.
1961 erschien sein Buch Between Theology and Philosophy of Religion. Der Titel zeigt seine lebenslange Herausforderung. Sie half ihm, seine eigene Position zu entwickeln, indem er philosophische und historisch-theologische Methoden miteinander verknüpfte. Außerdem setzte sich Muto für ein japanisch geprägtes Christentum (indigensation) ein. Sein Denken war unter anderem beeinflusst von Paul Tillich, Friedrich Schleiermacher, Kierkegaard und seinen japanischen Kollegen Kitarō Nishida und Keiji Nishitani.

## Schriften
- Christianity and the Notion of Nothingness. Contributions to Buddhist-Christian Dialogue from the Kyoto School. Hrsg. v. Martin Repp und Jan van Bragt, Leiden/Boston 2012. -- Englische Übersetzung wesentlicher Aufsätze von Mutō mit einer ausführlichen (auch biografischen) Einleitung von Martin Repp.